# ۱۰۴۰ (خورشیدی)
۱۰۴۰ هزار و چهلمین سال هجری خورشیدی است.